# Rathnayaka Mudiyanselage Jeewantha Dhammika Rathnayaka
Rathnayaka Mudiyanselage Jeewantha Dhammika Rathnayaka (* 25. August 1977) ist ein sri-lankischer Fußballspieler.

## Verein
Der Stürmer spielt auf Vereinsebene mindestens seit der Saison 2008/2009 bei Negombo Youth.

## Nationalmannschaft
Zudem ist er Mitglied der sri-lankischen Fußballnationalmannschaft und nahm mit dieser am AFC Challenge Cup 2008 teil. Bei diesem Turnier trug er die Rückennummer 18. In den Jahren 2003 bis 2009 sind für den Sri-Lanker 16 Länderspiele verzeichnet. Dabei erzielte er zwei Treffer.